# Sabrina, a tiniboszorkány (televíziós sorozat, 1996)
A Sabrina, a tiniboszorkány (eredeti cím: Sabrina, the Teenage Witch) 1996-tól 2003-ig futott amerikai televíziós filmsorozat, amelynek alkotója Nell Scovell. Az írói Nick Bakay és John Hoberg, a rendezője Peter Baldwin, a zeneszerzője Paul Horrors, a főszereplője Melissa Joan Hart. A tévéfilmsorozat a Warner Bros. gyártásában készült, a CBS forgalmazásában jelent meg. Műfaját tekintve szituációs komédiasorozat és fantasy filmsorozat. A filmsorozat alapján több film is készült, amelyeknek címei a következők: Sabrina, a tiniboszorkány, Sabrina, Sabrina, a mélytengeri boszorkány, Sabrina Rómába megy, Sabrina, a tiniboszorkány – Éljen a barátság!, Sabrina, a tiniboszorkány. Amerikában 1996. szeptember 27. és 2000 között az ABC, 2000 és 2003. április 24. között a The WB, majd később a Hub Network vetítette.

## Történet
A főszereplő Sabrina, akiről a 16. születésnapján derül ki, hogy boszorkány, akárcsak nagynénjei Hilda és Zelda. Itt kezdődik a bonyodalom. A családhoz tartozik még Salem, a macska, aki egy elvarázsolt boszorkány, aki világhatalomra tört, ezért száz évig macskaként kell élnie.
A sorozat Sabrina életéről és felnőtté válásáról szól. Minden egyes epizódban egy problémát dolgoznak fel, ami egy tinédzser életében jelen van, vagy lehet. A sorozat nem elvont, a realitás meg maradt benne, erre példa az, hogy Sabrina szülei elváltak. Az őt körül vevő embereknek is valós problémáik vannak. Így a sorozat nem repíti el a nézőt egy teljesen új világba. 

## Szereplők
| Szereplő                              | Színész           | Magyar hang                  | Leírás |
| ------------------------------------- | ----------------- | ---------------------------- | --- |
| Sabrina J. Spellman                   | Melissa Joan Hart | Somlai Edina / Roatis Andrea | A tinédzser, aki a tizenhatodik születésnapján megtudja, hogy boszorkány.                                                      |
| Hildegard "Hilda" Antoinette Spellman | Caroline Rhea     | Ősi Ildikó                   | A Spellman nővérek fiatalabbik tagja. Impulzív, de kevésbé racionális.                                                         |
| Zelda Spellman                        | Beth Broderick    | Földi Teri / Kiss Erika      | Sabrina nagynénje és Hilda nővére. Tudós majd egyetemi tanár, a Spellman nővérek közül ő a racionálisabb.                      |
| Harvey Dwight Kinkle                  | Nate Richert      | Seszták Szabolcs             | Sabrina barátja az első négy évadban. Amikor megtudja, hogy Sabrina egy boszorkány szakít vele, de az utolsó részben lelépnek. |
| Valerie Birckhead                     | Lindsay Sloane    | Mics Ildikó                  | |
| Jennifer 'Jenny' Kelley               | Michelle Beaudoin | Zsigmond Tamara              | |
| Salem Saberhagen hangja               | Nick Bakay        | Forgács Gábor                | 500 éves warlock, aki világuralomra tört ezért macskaként kell élnie.                                                          |
| Josh                                  | David Lascher     | Markovics Tamás              | |
| Brad Alcerro                          | Jon Huertas       |                              | |
| Libby Chessler                        | Jenna Leigh Green | Závodszky Noémi              | |
| Roxie King                            | Soleil Moon Frye  | Dögei Éva                    | |
| Morgan Cavanaugh                      | Elisa Donovan     | Oláh Orsolya                 | |
| Willard Kraft, igazgató               | Martin Mull       | Kárpáti Tibor                | |
| Mr. Eugene Pool                       | Paul Feig         |                              | |